# جون کانامه
جون کانامه (انگلیسی: Jun Kaname؛ زادهٔ ۲۱ فوریه ۱۹۸۱) یک هنرپیشه اهل ژاپن است. وی از سال ۲۰۰۱ میلادی تاکنون مشغول فعالیت بوده‌است.
از فیلم‌ها یا برنامه‌های تلویزیونی که وی در آن نقش داشته است می‌توان به خون اشاره کرد.